# Claire Duysburgh
Claire Duysburgh (née le 8 janvier 1899 et morte en 1980) est une féministe et résistante belge membre de l'état-major du Service de renseignements Luc-Marc. Arrêtée, déportée et condamnée à mort, elle échappe de peu à la décapitation. Après la guerre, elle est active dans les organisations de défense des victimes de la guerre, lutte en faveur de la paix et des droits économiques des femmes. Elle est membre de l'obédience maçonnique belge du Droit humain. 

## Biographie
Claire Duysburgh est née le 8 janvier 1899. Elle fait des études de secrétariat et travaille dans l'équipe administrative du ministère de la Justice, comme sténodactylo à partir de 1919, notamment au service d'Émile Vandervelde.
Claire Duysburgh rejoint la Résistance au début de la Seconde Guerre mondiale, comme membre de l’état-major du Service de renseignements et d’action Luc-Marc. À partir d’octobre 1941, elle gère la centralisation des renseignements pour tous les réseaux de résistance sous le pseudonyme de « Cousine ».
Après l'arrestation de Depreter, Claire Duysburgh installe un bureau dactylographique à la place Jonckheere à Anderlecht, où elle tape chaque semaine le courrier de huit secteurs. En  janvier 1943, elle aménage un bureau central du service au 138a de la rue Philippe Baucq à Etterbeek où Marguerite Baugnier exploite une blanchisserie. Cette adresse sert aussi de boîte aux lettres centrale pour le service Luc-Marc. Le 12 mars 1943, la Sicherheitspolizei (Sipo)  arrive au 138 rue Philippe Baucq et arrête tous ceux qui sont présents, Franz Biernaux, Jean Van Schuerbeek,  Mathilde Baugniet et Claire Duysburgh.
Claire Duysburgh est incarcérée à la prison de Saint Gilles, puis déportée le 4 décembre en Allemagne dans le camp d’Essen, transite par plusieurs camps, Essen, Mesum, Groß Strehlitz. Elle est jugée et condamnée à mort le 13 septembre 1944 à Donauworth. Elle est envoyée à Munich en avril 1945 pour y être exécutée, mais elle échappe de justesse à la décapitation grâce aux bombardements alliés avant d'être rapatriée en Belgique le 24 mai 1945. 
Sa santé a beaucoup souffert des dures conditions de détention et elle est reconnue invalide à 45 %. Malgré cela, Claire Duysburgh entre au Ministère des Victimes de Guerre en 1945. Elle devient cheffe de bureau au Ministère de la Reconstruction en 1948 et s'investit dans des organisations d'aide aux victimes du nazisme. 
Elle est membre fondatrice et administratrice de la Confédération des prisonniers politiques et des ayants droit et présidente d'honneur de l'Amicale des anciens d'Auschwitz.
En 1947, elle participe, avec Isabelle Blume, à la Conférence internationale sur les droits de l'homme convoquée en réponse à l'invitation des Nations Unies aux organisations  désireuses de participer à l'éducation aux droits de l'homme. La conférence aborde des sujets tels que la  discrimination fondée sur la race, la religion, la nationalité et la langue, le sexe, la liberté de la presse et des communications.
Claire Duysburgh intègre la franc-maçonnerie en 1953, au Droit humain, et gravit tous les échelons jusqu'à atteindre la loge de la « Sagesse »[Quoi ?][réf. nécessaire]. Elle milite également au sein du Groupement belge de la Porte Ouverte, fondé en 1930, pour « l’émancipation économique de la travailleuse ». Elle devient par ailleurs conseillère morale à la prison de Mons pour la Fondation pour l’assistance morale aux détenus, une des premières personnes à s'y engager lors de la création de la fondation.
Elle préside le Fonds Leroy qui récompense des dissertations d'élèves consacrées à la paix et à la lutte contre le racisme.
Elle meurt en 1980.

## Postérité
En février 2015, une Stolpersteine (« Pavé de mémoire » ou « Pierre d’achoppement ») a été placée devant son ancienne adresse à Bruxelles, au numéro 51 de la rue de la Régence.